# Chloe Loreen
Chloe Loreen (* 2. Februar 1999 in Seattle, Washington) ist eine US-amerikanische Beachvolleyballspielerin.

## Karriere
Während ihrer Schulzeit wurde das Multitalent bei der Washington State Leichtathletikmeisterschaft Vierte im Hochsprung und Achte im Kugelstoßen. Außerdem spielte sie zwei Jahre lang erfolgreich Basketball. Im Volleyball verhalf sie der Lakeside School ihrer Heimatstadt 2014 zum Metro League Titel und 2016 in ihrem Senior-Jahr zusätzlich zum Gewinn der Meisterschaft des Bundesstaats. Im Jahr zuvor war sie wertvollste Spielerin in ihrer Liga geworden. 2017 startete sie als Angreiferin des Santa Clara Hallenteams. Im folgenden Jahr wurde sie zur Libera umgeschult und begann gleichzeitig mit dem Beachvolleyball. Mit Alex Anthony gewann sie sechs von siebzehn Spielen. Dies war gleichzeitig die höchste Anzahl von Siegen eines Broncos Duos während dieser Spielzeit. Anschließend wechselte sie zur Washington State, wo sie zum ersten Mal eine Saison mit Natalie Robinson begann. Nach sieben Begegnungen endete das Spieljahr wegen der COVID-19-Pandemie. 2021 bildete Loreen ein Team mit Shayne McPherson. Dreiundzwanzig Siege bei nur sechs Niederlagen waren die Ausbeute. Besonders bemerkenswert war dabei, dass das Beachpaar bis auf einziges Mal als Nr. 1 der Hochschule antrat. Als Junior folgten mit Robinson weitere achtzehn Spielgewinne, die die Huskies bis ins Halbfinale der AVCA National Pairs Championship führten. Noch besser lief es 2022/23 mit einer Bilanz von 28:7 und damit dem Aufstellen eines Schulrekords für eine Saison. Die Studentinnen wurden für diese Leistung als All-Pac-12 First Team ausgezeichnet und waren das erste Duo in der Hochschulgeschichte, das zum AVCA First Team All-American gewählt wurde.
In dieses Jahr fielen auch die ersten drei Auftritte der US-Amerikanerinnen bei der AVP-Tour. Bei ihrem ersten Start in Waupaca kämpften sie sich aus der Qualifikation direkt ins Finale. Bei ihrer zweiten Teilnahme an einem Turnier der amerikanischen Beachserie in Manhattan Beach schrieben sie als an Position 32 gelistetes Team Geschichte, das die Nummer eins der Setzliste eliminierte. Dies war zuvor noch keinem Paar mit einer gleich hohen oder höheren Setznummer gelungen. Ein Jahr später gehörten die beiden bei ihrem letzten gemeinsamen Event am gleichen Ort nach drei erfolgreich überstandenen Qualifikationsrunden noch einmal zu den besten sechzehn Duos.
Mit ihrer neuen Partnerin Molly Shaw gewann Loreen 2024 das FIVB Futures Pirae Tahiti sowie zwei Wettbewerbe der North, Central America and Caribbean Volleyball Confederation (NORCECA) Tour. Seit 2025 spielt die in der größten Stadt im Nordwesten der Vereinigten Staaten geborene Sportlerin mit Corinne Quiggle zusammen. Nachdem sie beim Challenge in Yucatán in der Gruppenphase sieglos ausgeschieden waren, konnten sie beim Elite16 in Quintana Roo sowohl die Vorausscheidung überstehen als auch den dritten Rang im Pool erreichen und anschließend Monika Paulikienė / Ainė Raupelytė sowie Dorina und Ronja Klinger bezwingen, ehe sie im Viertelfinale an ihren Landsfrauen Taryn Brasher / Kristen Nuss scheiterten.

## Auszeichnungen
- 2023: AVCA First Team All-American
- 2023: All-Pac-12 First Team[2]

## Persönliches
Die Athletin hat einen jüngeren Bruder namens Spencer. Ihre Eltern sind Carl und Teresa Loreen.